# Guaman Poma
Felipe Guaman Poma de Ayala, mest känd som "Guaman Poma", var en infödd krönikör (mestis) i Peru under den spanska erövringen. Guaman Poma föddes omkring 1534 i byn San Cristóbal de Suntunto (Sondondo), Cabanadistriktet, i Lucanas i Ayacucho, Peru, och dog 1616 i Huamanga. Han är känd för sin handskrivna och illustrerade krönika El Primer Nueva Corónica y Buen Gobierno.
Guaman var son till Martín Guamán Mallqui och Juana Curi Ocllo, (yngsta dotter till Tupac Yupanqui) och han växte upp i en familj som kom från Huánuco och hade en god social ställning. 
Guaman Poma behärskade de infödda språken quechua och aymara och då han förmodligen lärde sig spanska som barn eller tonåring, kom han att behärska även spanska språket väl.
Man vet från en handfull dokument från 1500-talet att Guaman Poma arbetade under 1570-talet som tolk i quechua för spanska präster under en kampanj för att stoppa avgudadyrkan på peruanska landsbygden. Guaman Poma förekommer själv som kärande i en serie rättegångar under sent 1590-tal under vilka han försöker återta markområden och adelsmannatitel i Chupasdalen som han ansåg låg under hans familjs rättigheter. Dessa stämningar visade sig till slut vara förödande för honom, inte bara förlorade han rättegångarna, runt år 1600 berövades han alla sina tillgångar och tvingades i exil från de städer där han hade styrt som adelsman. Han ägnade sig under flera år att resa runt i landet och skriva sin krönika, en av de mest originella i världshistorien.

## Krönikan

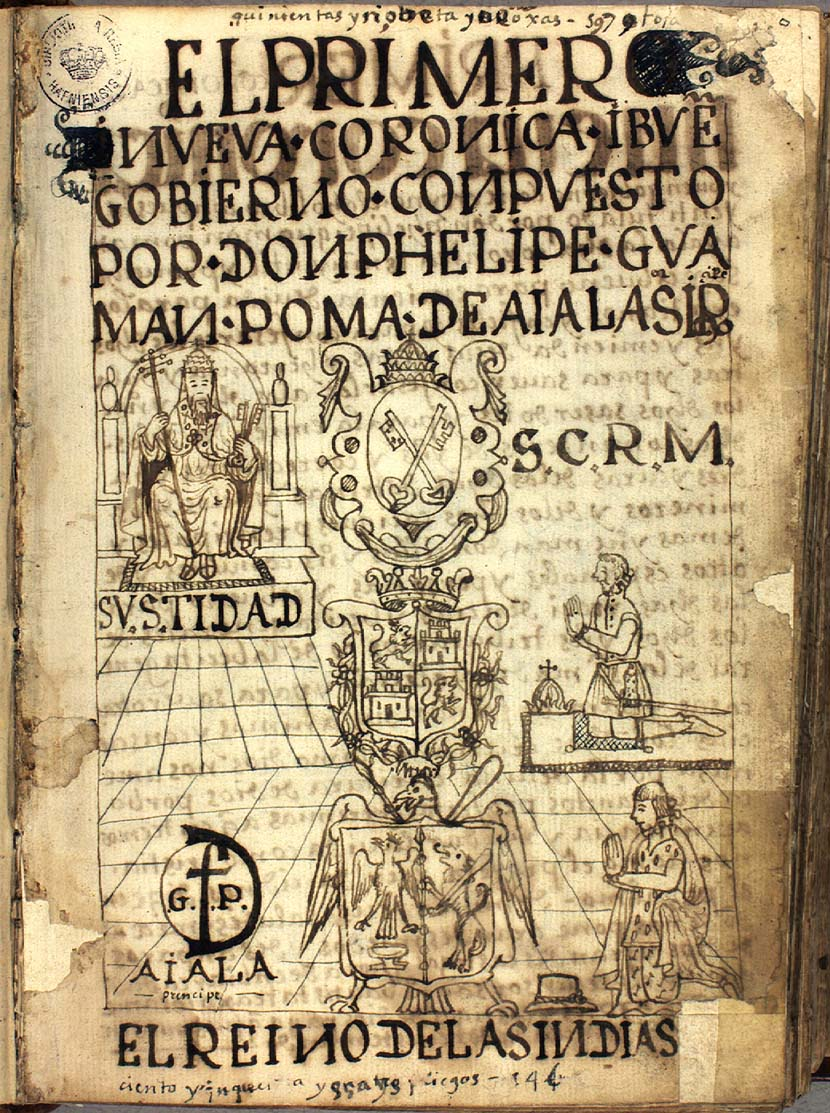
Den handskrivna krönikan El Primer Nueva corónica y buen gobierno av Felipe Guaman Poma de Ayala.

Hans enda kända verk, skriven under titeln "El Primer Nueva Coronica y Buen Gobierno"(!) var ett brev ställt till kungen av Spanien i vilket han med sina teckningar beskrev de inföddas svåra situation. Guaman stavade "coronica" i stället för som på den tiden brukligt "chronica". I brevet använder författaren en spanska som är starkt "quechualiserad", förutom en rudimentär kunskap i latin. Brevet kom bort på vägen men hittades 300 år senare.
El Primer Nueva Coronica y Buen Gobierno ("Den första nya krönikan och ett gott styre") är den mest omfattande och bevarade kritiken av det spanska styret under hela den koloniala tiden, författad av en infödd medborgare. Den skrevs mellan 1600 och 1615 och var riktad till Filip III av Spanien. Krönikan beskriver orättvisorna under det koloniala styret och Guaman Poma menar att spanjorerna bara är utländska bosättare i Peru. "Det är vårt land", säger han, "för Gud har gett det till oss".
I verket, 1189 sidor och med 399 teckningar, ger han det andinska folkets syn på världen och det ger möjlighet att med stor detaljrikedom rekonstruera det peruanska samhället efter den spanska erövringen. Samtidigt upplyser det om den genealogiska historien för Inkarikets härskare.
Krönikan är uppdelad i tre delar:
- Sidorna 1–369 behandlar inkariket Tahuantinsuyus historia, som han återberättar från världens skapelse – enligt Bibeln – till spanjorernas ankomst.
- Sidorna 370–435 avhandlar den spanska erövringen till slutet av inbördeskrigen
- Sidorna 436–1189 innehåller Guaman Pomas tankar och förslag till ett bra styre av Peru.

Manuskriptet är undertecknat av "Felipe Guaman Poma de Ayala, infödd yarovilca-indian, bosatt i Huamanga".
Krönikan avslutades 1615, strax före hans död. Den skickades till Spanien och kom på avvägar. Den återfanns 1908 i kungliga biblioteket i Köpenhamn. I dag bevaras den där men kan också läsas via Internet.
Krönikan är anmärkningsvärd på många sätt: för det första, den briljanta utformningen av skrift och fint tecknade illustrationer (398 sidor av boken består av Guaman Pomas berömda helsidesillustrationer), för det andra, för att uttrycka åsikterna från en provinsiell adelsman (de flesta andra åsikter från de infödda kommer från adelsmännen i Cusco, Inkarikets gamla huvudstad, och för det tredje, för att författaren ofta använder ord och fraser på quechua i detta verk som främst är skrivet på spanska. Cirka en femtedel av texten är skriven på quechua. Detta är den enda kvarvarande texten som har verkliga illustrationer av inkafolkets liv före den spanska erövringen, och det är en ovärderlig tillgång för arkeologer och antropologer som studerar Inkariket.
Originalmanuskriptet har förvarats i Kungliga danska biblioteket sedan åtminstone tidigt 1700-tal, även om det kom till allmän kännedom först 1908 tack vare den tyske forskaren Richard Pietschman. En faksimilutgåva gavs ut Etnografiska institutionen i Paris 1936 av den franske antropologen och etnografen Paul Rivert. 1980 publicerades i Mexiko en noggrann nedteckning av boken, utförd av John Murra, Rolena Adamo och Jorge Urioste, under titeln "Nueva crónica y buen gobierno". En högkvalitativ digital faksimil av originalmanuskriptet publicerades online år 2000.
Verket som har mycket högt historiskt värde[källa behövs], har ett konkret mål: att beskriva den andinska verkligheten och be den spanske konungen om en kolonial styrelsereform för att rädda det andinska folket från exploatering, sjukdomar och blandning av raser. Det är ett modigt skrivet verk, i vilket författaren öppet lägger fram sin åsikt i förhållande till de övergrepp som begåtts av de nya myndigheterna, fast han gärna accepterar deras närvaro som civilisationens agenter. Men Guaman Poma ser inte det rättvisa i det nya status quo, i vilket det finns gamla caciquer (styresmän) som är berövade sin auktoritet, och nya utbölingar, spanjorernas marionetter, som regerar över landområden som inte tillhör dem.

## Guaman Pomas familj
Man vet att Guaman Pomas famils kom från adeln i Huánuco. Som straff för upprorsförsöket av Illa Túpac (1539-1543), skickade spanjorerna många "yaros" till Huamanga, såsom krönikörens familj, på samma sätt som man under en annan epok gjorde med chachapoyanerna. Denna upplevelse kan mycket väl vara källan till den skarpa attack som Guaman Poma gör emot chachapoyas i sin Nueva Corónica y Buen Gobierno, likaså hans negativa syn på effekterna av att blanda olika befolkningar med varandra.
Guaman Pomas farfar (ibland kallar han honom gammelfarfar) var Guaman Chaua, ett slags vicekonung för yarovilcas, generalkapten för Chinchaysuyo och«andre person för Topa Ynga Yupanqui liknande i Kastilien den högvälborne señor Hertigen av Alba» [...]. Det verkar som om Guamán Chaua hade följt den härskande Sapa Inca på erövringståg till Chile och till Quito. Man vet också att han brändes levande i Cusco av Francisco Pizarros och Diego de Almagros trupper.
Fadern Guaman Mallque, och hans mor, yngsta dottern till inkan Tupac Yupanqui och Curi Ocllo. Guaman Poma berättar att hans far under Slaget vid Huarina (1547), räddade livet på kapten Luis Dávalos de Ayala, från Vizcaya, och för detta belönade Guaman Mallque med äran att lägga till och bära namnet Ayala som familjenamn. Dessa händelser, överensstämmer dock inte med andra uppgifter som finns om kapten Dávalos de Ayala, som skall ha kommit till Peru 1548, det vill säga ett år efter slaget vid Huarina.
Krönikören har två viktiga ättelinjer bakom sig, den från yarovilcas i Huánuco och den från inkas i Cusco. Med denna ackreditering i presentationen och med sin kännedom om vissa av epokens koder, kunde Felipe Guaman Poma de Ayala göra en övertygande beskrivning och en lättförståelig läsning för sin mottagarare, kungen av Spanien.

## Hur dokumentet upptäcks i Danmark
Den peruanske historikern Raúl Porras Barrenechea tror att dokumentets väg till Danmark har att göra med den danske ambassadören vid spanska hovet (1650-1655 och 1658-1662), Cornelius Pedersen Lerche, som sägs ha skickat detta dokument till danska hovet.
Många olika teorier och hypoteser om Guamán Poma har funnits och förkastas under åren sedan dokumentet upptäcktes i början av 1900-talet. Vad man vet nu om författaren, tack vare uppgifter i ett dokument som hittades 1991 (utfärdat av Prado Tello), är att Guamán Poma hade en tvist med chachapoyas om äganderätten till några jordområden i Chupasdalen (Huamanga). Förutom detta dokument och domen mot Guamán Poma och att nu förvisningen från Ayacucho blivit känd så bekräftas den desillusion som han kände beträffande det juridiska systemet i Vicehertigdömet Peru.

## Senare upptäckter
Ett dokument som upptäckts 1991 (dossier Prado Tello), visar att Guaman Poma hade en dispyt med chachapoyas över äganderätten till några jordområden i Chupasdalen (Huamanga). Detta och kunskapen om domen mot Guaman Poma som innebar utvisning från Ayacucho, bekräftar den desillusion som Guaman Poma måste ha känt emot det juridiska systemet i den spanska kolonin.
Nyligen har man gjort nya upptäckter över Guaman Pomas verk, tack vare de undersökningar som gjorts av Rolena Adorno, professor vid Yaleuniversitetet, som har åtagit sig att digitalisera verket.

## Kommentar
Man kan inte vetenskapligt fastslå när Felipe Guaman Poma de Ayala föddes, inte heller när han dog. Men det finns indicier som pekar på att han föddes i San Cristóbal de Suntuntu (Lucanas, Ayacucho) mellan 1530 och 1550, om man faktiskt tror att han hade uppnått en ålder av 80 år 1615, det år man förmodar att han dog.